# José Joaquim Machado
José Joaquim Machado, primeiro e único visconde de Vila Nova de Famalicão (Portugal, 1810–1886), foi um nobre português, senhor da Quinta das Águas, na Vila Nova de Famalicão.
Foi Cavaleiro e Fidalgo da Casa Real, Cavaleiro da Ordem de Cristo e Comendador da mesma Ordem, foi-lhe atribuída a carta do Título de Visconde de Vila Nova de Famalicão por decreto régio de 27 de Novembro de 1890, tendo-lhe este título sido concedido pelo Rei Carlos I de Portugal.